# El dimoni de la perversitat
El dimoni de la perversitat (The Imp of the Perverse en l'original en anglés) és un conte de l'escriptor nord-americà Edgar Allan Poe de l'any 1845. L'obra tracta sobretot dels impulsos autodestructius que mouen al narrador, impulsos que l'autor identifica amb el "dimoni de la perversitat". El narrador descriu aquest principi com un agent espiritual que obliga les persones a fer coses pel simple fet que no haurien de fer-les. La frase és hui corrent en llengua anglesa, i es considera que Poe la pogué generar.

## Argument
L'argument es desplega en la segona part del conte, ja que aquest, igual que altres relats de Poe, comença amb un petit assaig sobre l'assumpte. A grans trets, descriu un home que assassina un altre a fi d'heretar-ne la riquesa. El crim, així com la seua planificació, no estan descrits amb detall, al contrari, per exemple, que en El cor delator. Se sap que el narrador ha mort l'altre home usant un ciri que emet emanacions tòxiques, sorprenent la víctima en la seua cambra poc ventilada mentre llig al llit. En no quedar-ne proves, la mort és atribuïda a causes naturals. La relació entre botxí i víctima tampoc és revelada, tot i rebre'n aquell l'herència.
El personatge roman lliure de sospites durant molts anys, durant els quals es repeteix a si mateix a tothora que està fora de perill. Un dia, arriba a dir-se que seguirà fora de perill tret que siga tan estúpid de confessar obertament el seu crim. En aquest moment comença a obsessionar-se amb la possibilitat de confessar-lo, fins que, assaltat pel "dimoni de la perversitat", a poc a poc perd el cap, es posa a córrer pels carrers i en un cert moment es produeix la confessió del crim entre la gent «amb una articulació clara, però amb marcada èmfasi i apassionada pressa». Ràpidament l'empresonen i el condemnen a mort.

## El dimoni de la perversitat
Poe, en la major part del conte, exposa la seua teoria del "dimoni de la perversitat", tot i que no s'ha provat que fora ell qui creara el terme. Amb la veu del narrador anònim, Poe descriu la "perversitat" com una mena d'impuls primitiu no percebut pels frenòlegs ni moralistes. És una pulsió immotivada que empenta la persona fins i tot en contra dels seus interessos.
| « | Tenim al davant una tasca que s'ha de complir ràpidament. Sabem que el retard hi serà fatal. La crisi més important de la nostra vida exigeix, a crits, energia i acció immediates. Ardem, ens consumim d'ansietat per fer la tasca, i en l'anticipació del seu magnífic resultat la nostra ànima s'enardeix. S'ha de començar hui, però la deixem per a demà; i per què? No hi ha resposta, tret que sentim aquesta actitud perversa, usant la paraula sense comprensió del principi.. | » |

Julio Cortázar recorda que per al biògraf francés de Poe Emile Lauvrière el sentit de la perverseness no coincideix amb el sentit de la paraula en francés. En anglés és l'«acarnissament a fer el que no es voldria i no s'ha de fer». També apunta que Poe, que en general acceptava els principis de la frenologia, en aquest conte sembla considerar-la com una pseudociència.

## Anàlisi
El dimoni de la perversitat, doncs, més que un conte pot considerar-se un assaig. S'ha suggerit sovint que l'autor degué intentar justificar amb aquesta obra els seus propis sentiments de culpa i tendències autopunitives i autodestructives. Aquesta teoria pot tenir també a veure amb les nocions de subconscient i repressió que posaria de moda, molts anys més tard, Sigmund Freud.
Altres personatges de Poe fracassen en els seus intents de resistir al "dimoni de la perversitat" que nia en ells. Potser el més cridaner siga l'assassí protagonista d'El gat negre (1843). N'observem un altre exemple en El cor delator, conte escrit el mateix any.

## Publicació
The Imp of the Perverse es publicà per primera volta al de juliol de 1845 en la revista Graham's Magazine.